# Țvitkove, Krasnohvardiiske
Țvitkove (în ucraineană Цвіткове) este un sat în comuna Amurske din raionul Krasnohvardiiske, Republica Autonomă Crimeea, Ucraina.

## Demografie
Componența lingvistică a localității Țvitkove
     Rusă (64,73%)
     Tătară crimeeană (20,09%)
     Ucraineană (14,73%)
Conform recensământului din 2001, majoritatea populației localității Țvitkove era vorbitoare de rusă (64,73%), existând în minoritate și vorbitori de tătară crimeeană (20,09%) și ucraineană (14,73%).